# ألين بيترناك
ألين بيترناك (ولد في 16 يناير 1972) هو مدرب كرة قدم كرواتي محترف ولاعب سابق وهو مدير نادي إيجمان كونييتش ‏ البوسني.
اشتهر بفترة لعبه مع نادي ريال بلد الوليد، حيث قضى الجزء الأكبر من مسيرته الاحترافية في إسبانيا، وشارك في 206 مباراة رسمية مع ثلاثة أندية.

## المسيرة الكروية
وُلِد بيترناك في زغرب، جمهورية يوغوسلافيا الاتحادية الاشتراكية. في عام 1989، بدأ مسيرته الكروية في مسقط رأسه نادي دينامو زغرب، ولعب لمدة ست سنوات مع دينامو ونادي سيجيستا في الدوري الكرواتي قبل أن ينتقل إلى إسبانيا.
قضى بيترناك خمسة مواسم في نادي ريال بلد الوليد، وشارك في 171 مباراة تنافسية وأصبح الهداف التاريخي للفريق في الدوري الإسباني. كما جعله إجمالي أهدافه ثاني أفضل هداف كرواتي في البطولة، خلف نادي إشبيلية ودافور شوكر لاعب ريال مدريد.
في 19 مايو 1996، في فوز خارج أرضه بنتيجة 8–3 على ريال أوفيدو والذي أثبت أنه حاسم في مساعدة بلد الوليد على تجنب الهبوط المباشر في موسم 1995–96، حقق بيترناك رقمًا قياسيًا للنادي بتسجيله خمسة أهداف، أربعة منها بركلات جزاء. وانتهى الموسم بحصوله على المركز الرابع في قائمة هدافي البطولة برصيد 23 هدفًا.
في الفترة 2000–01، انضم بيترناك إلى نادي ريال سرقسطة، وحصل على وقت لعب محدود. ثم تم إعارته إلى ريال مورسيا، حيث لعب موسمًا واحدًا في الدرجة الثانية قبل أن ينهي مسيرته مع أراغون (مباراة واحدة، تلاها اعتزاله بسبب الإصابات).

## المسيرة الدولية
خاض بيترناك أول مباراة دولية له مع كرواتيا في 10 فبراير 1999 ضد الدنمارك، في مباراة ودية أقيمت في سبليت وخسرتها كرواتيا بنتيجة 1–0. بعد شهر واحد بالضبط من ظهوره في مباراة استعراضية أخرى، والتي خسرها المنتخب اليوناني بنتيجة 3–2؛ وبالمناسبة، تم استبداله بجوران فلاوفيتش في ظهوريه في الشوط الأول.

## المسيرة التدريبية
في 22 أبريل 2020، بعد تعيين إيغور يوفيتشيفيتش مديرًا لنادي دينامو زغرب، تم تعيين بيترناك مساعدًا له. في 12 أبريل 2025، تم تعيينه مديرًا لنادي الدوري البوسني الممتاز إيجمان كونييتش ‏.

## وصلات خارجية
- Alen Peternac على موقع الاتحاد الدولي (مؤرشف)  (الإنجليزية)
- Alen Peternac على موقع اتحاد كرواتيا (الكرواتية)
- Alen Peternac على موقع قاعدة بيانات كرة القدم.إي يو (الإنجليزية)
- Alen Peternac على موقع ناشيونال فوتبول تيمز (الإنجليزية)
- ألين بيترناك على BDFutbol